# Eleições legislativas portuguesas de 1995 no distrito de Beja
| Eleições legislativas portuguesas de 1995 Distritos: Aveiro \| Beja \| Braga \| Bragança \| Castelo Branco \| Coimbra \| Évora \| Faro \| Guarda \| Leiria \| Lisboa \| Portalegre \| Porto \| Santarém \| Setúbal \| Viana do Castelo \| Vila Real \| Viseu \| Açores \| Madeira \| Estrangeiro |

## Resultados por Concelho
Os resultados nos concelhos do Distrito de Beja foram os seguintes:

### Aljustrel
| Partido                 | Partido                        | Votos  | %               | +/-   |
| ----------------------- | ------------------------------ | ------ | --------------- | ----- |
|                         | Partido Socialista             | 3 072  | 43,80 / 100,00  | 15,52 |
|                         | Coligação Democrática Unitária | 2 856  | 40,72 / 100,00  | 0,26  |
|                         | Partido Social Democrata       | 599    | 8,54 / 100,00   | 13,37 |
|                         | Partido Popular                | 158    | 2,25 / 100,00   | 0,42  |
|                         | PCTP/MRPP                      | 145    | 2,07 / 100,00   | 0,47  |
|                         | Outros                         | 90     | 1,29 / 100,00   |       |
| Votos Inválidos         | Votos Inválidos                | 93     | 1,32 / 100,00   | 1,17  |
| Total                   | Total                          | 7 013  | 100,00 / 100,00 |       |
| Eleitorado/Participação | Eleitorado/Participação        | 10 085 | 69,54 / 100,00  | 0,76  |

### Almodôvar
| Partido                 | Partido                        | Votos | %               | +/-   |
| ----------------------- | ------------------------------ | ----- | --------------- | ----- |
|                         | Partido Socialista             | 2 896 | 57,59 / 100,00  | 17,06 |
|                         | Partido Social Democrata       | 987   | 19,63 / 100,00  | 13,89 |
|                         | Coligação Democrática Unitária | 621   | 12,35 / 100,00  | 2,29  |
|                         | Partido Popular                | 220   | 4,37 / 100,00   | 2,36  |
|                         | PCTP/MRPP                      | 103   | 2,05 / 100,00   | 0,62  |
|                         | Outros                         | 75    | 1,49 / 100,00   |       |
| Votos Inválidos         | Votos Inválidos                | 127   | 2,53 / 100,00   | 0,66  |
| Total                   | Total                          | 5 029 | 100,00 / 100,00 |       |
| Eleitorado/Participação | Eleitorado/Participação        | 8 487 | 59,26 / 100,00  | 1,24  |

### Alvito
| Partido                 | Partido                        | Votos | %               | +/-     |
| ----------------------- | ------------------------------ | ----- | --------------- | ------- |
|                         | Partido Socialista             | 671   | 41,04 / 100,00  | 16,29   |
|                         | Coligação Democrática Unitária | 505   | 30,89 / 100,00  | 4,01    |
|                         | Partido Social Democrata       | 309   | 18,90 / 100,00  | 17,50   |
|                         | PCTP/MRPP                      | 42    | 2,57 / 100,00   | Estável |
|                         | Partido Popular                | 37    | 2,26 / 100,00   | 0,44    |
|                         | União Democrática Popular      | 20    | 1,22 / 100,00   | -       |
|                         | Outros                         | 12    | 0,73 / 100,00   |         |
| Votos Inválidos         | Votos Inválidos                | 39    | 2,39 / 100,00   | 0,75    |
| Total                   | Total                          | 1 635 | 100,00 / 100,00 |         |
| Eleitorado/Participação | Eleitorado/Participação        | 2 267 | 72,12 / 100,00  | 1,94    |

### Barrancos
| Partido                 | Partido                        | Votos | %               | +/-   |
| ----------------------- | ------------------------------ | ----- | --------------- | ----- |
|                         | Partido Socialista             | 561   | 49,51 / 100,00  | 12,13 |
|                         | Coligação Democrática Unitária | 314   | 27,71 / 100,00  | 8,52  |
|                         | Partido Social Democrata       | 125   | 11,03 / 100,00  | 15,85 |
|                         | Partido Popular                | 46    | 4,06 / 100,00   | 1,98  |
|                         | PCTP/MRPP                      | 30    | 2,65 / 100,00   | 0,03  |
|                         | União Democrática Popular      | 16    | 1,41 / 100,00   | -     |
|                         | Outros                         | 4     | 0,35 / 100,00   |       |
| Votos Inválidos         | Votos Inválidos                | 37    | 3,27 / 100,00   | 1,70  |
| Total                   | Total                          | 1 133 | 100,00 / 100,00 |       |
| Eleitorado/Participação | Eleitorado/Participação        | 1 697 | 66,76 / 100,00  | 2,29  |

### Beja
| Partido                 | Partido                        | Votos  | %               | +/-   |
| ----------------------- | ------------------------------ | ------ | --------------- | ----- |
|                         | Partido Socialista             | 9 637  | 45,23 / 100,00  | 15,29 |
|                         | Coligação Democrática Unitária | 6 397  | 30,02 / 100,00  | 0,29  |
|                         | Partido Social Democrata       | 3 436  | 16,13 / 100,00  | 13,23 |
|                         | Partido Popular                | 898    | 4,21 / 100,00   | 1,87  |
|                         | PCTP/MRPP                      | 321    | 1,51 / 100,00   | 0,02  |
|                         | Outros                         | 298    | 1,40 / 100,00   |       |
| Votos Inválidos         | Votos Inválidos                | 321    | 1,50 / 100,00   | 0,83  |
| Total                   | Total                          | 21 308 | 100,00 / 100,00 |       |
| Eleitorado/Participação | Eleitorado/Participação        | 31 047 | 68,63 / 100,00  | 0,35  |

### Castro Verde
| Partido                 | Partido                        | Votos | %               | +/-   |
| ----------------------- | ------------------------------ | ----- | --------------- | ----- |
|                         | Partido Socialista             | 2 001 | 48,03 / 100,00  | 23,68 |
|                         | Coligação Democrática Unitária | 1 258 | 30,20 / 100,00  | 6,18  |
|                         | Partido Social Democrata       | 529   | 12,70 / 100,00  | 14,66 |
|                         | Partido Popular                | 145   | 3,48 / 100,00   | 1,33  |
|                         | PCTP/MRPP                      | 97    | 2,33 / 100,00   | 0,46  |
|                         | União Democrática Popular      | 47    | 1,13 / 100,00   | -     |
|                         | Outros                         | 27    | 0,65 / 100,00   |       |
| Votos Inválidos         | Votos Inválidos                | 62    | 1,49 / 100,00   | 1,37  |
| Total                   | Total                          | 4 166 | 100,00 / 100,00 |       |
| Eleitorado/Participação | Eleitorado/Participação        | 6 639 | 62,75 / 100,00  | 0,69  |

### Cuba
| Partido                 | Partido                        | Votos | %               | +/-   |
| ----------------------- | ------------------------------ | ----- | --------------- | ----- |
|                         | Partido Socialista             | 1 329 | 42,77 / 100,00  | 18,19 |
|                         | Coligação Democrática Unitária | 1 081 | 34,79 / 100,00  | 1,28  |
|                         | Partido Social Democrata       | 373   | 12,01 / 100,00  | 14,34 |
|                         | Partido Popular                | 127   | 4,09 / 100,00   | 1,94  |
|                         | PCTP/MRPP                      | 88    | 2,83 / 100,00   | 0,27  |
|                         | União Democrática Popular      | 36    | 1,16 / 100,00   | -     |
|                         | Outros                         | 13    | 0,42 / 100,00   |       |
| Votos Inválidos         | Votos Inválidos                | 60    | 1,93 / 100,00   | 1,01  |
| Total                   | Total                          | 3 107 | 100,00 / 100,00 |       |
| Eleitorado/Participação | Eleitorado/Participação        | 4 552 | 68,26 / 100,00  | 0,04  |

### Ferreira do Alentejo
| Partido                 | Partido                        | Votos | %               | +/-   |
| ----------------------- | ------------------------------ | ----- | --------------- | ----- |
|                         | Partido Socialista             | 3 324 | 53,37 / 100,00  | 22,62 |
|                         | Coligação Democrática Unitária | 1 701 | 27,31 / 100,00  | 4,53  |
|                         | Partido Social Democrata       | 720   | 11,56 / 100,00  | 14,85 |
|                         | Partido Popular                | 170   | 2,73 / 100,00   | 0,72  |
|                         | PCTP/MRPP                      | 127   | 2,04 / 100,00   | 0,19  |
|                         | Outros                         | 78    | 1,25 / 100,00   |       |
| Votos Inválidos         | Votos Inválidos                | 108   | 1,73 / 100,00   | 0,94  |
| Total                   | Total                          | 6 228 | 100,00 / 100,00 |       |
| Eleitorado/Participação | Eleitorado/Participação        | 9 112 | 68,35 / 100,00  | 0,58  |

### Mértola
| Partido                 | Partido                        | Votos | %               | +/-   |
| ----------------------- | ------------------------------ | ----- | --------------- | ----- |
|                         | Partido Socialista             | 2 327 | 41,44 / 100,00  | 18,61 |
|                         | Coligação Democrática Unitária | 2 036 | 36,26 / 100,00  | 3,79  |
|                         | Partido Social Democrata       | 666   | 11,86 / 100,00  | 12,46 |
|                         | PCTP/MRPP                      | 194   | 3,46 / 100,00   | 1,05  |
|                         | Partido Popular                | 136   | 2,42 / 100,00   | 0,20  |
|                         | União Democrática Popular      | 66    | 1,18 / 100,00   | -     |
|                         | Outros                         | 46    | 0,82 / 100,00   |       |
| Votos Inválidos         | Votos Inválidos                | 144   | 2,56 / 100,00   | 0,60  |
| Total                   | Total                          | 5 615 | 100,00 / 100,00 |       |
| Eleitorado/Participação | Eleitorado/Participação        | 8 955 | 62,70 / 100,00  | 2,06  |

### Moura
| Partido                 | Partido                        | Votos  | %               | +/-   |
| ----------------------- | ------------------------------ | ------ | --------------- | ----- |
|                         | Partido Socialista             | 4 044  | 49,02 / 100,00  | 19,00 |
|                         | Coligação Democrática Unitária | 2 112  | 25,60 / 100,00  | 0,47  |
|                         | Partido Social Democrata       | 1 192  | 14,45 / 100,00  | 15,44 |
|                         | Partido Popular                | 310    | 3,76 / 100,00   | 0,96  |
|                         | PCTP/MRPP                      | 273    | 3,31 / 100,00   | 1,24  |
|                         | União Democrática Popular      | 113    | 1,37 / 100,00   | -     |
|                         | Outros                         | 49     | 0,59 / 100,00   |       |
| Votos Inválidos         | Votos Inválidos                | 156    | 1,89 / 100,00   | 1,71  |
| Total                   | Total                          | 8 249  | 100,00 / 100,00 |       |
| Eleitorado/Participação | Eleitorado/Participação        | 15 514 | 53,17 / 100,00  | 1,35  |

### Odemira
| Partido                 | Partido                        | Votos  | %               | +/-   |
| ----------------------- | ------------------------------ | ------ | --------------- | ----- |
|                         | Partido Socialista             | 7 714  | 48,67 / 100,00  | 21,26 |
|                         | Coligação Democrática Unitária | 3 536  | 22,31 / 100,00  | 2,65  |
|                         | Partido Social Democrata       | 2 741  | 17,29 / 100,00  | 14,87 |
|                         | Partido Popular                | 700    | 4,42 / 100,00   | 1,66  |
|                         | PCTP/MRPP                      | 452    | 2,85 / 100,00   | 0,39  |
|                         | União Democrática Popular      | 231    | 1,46 / 100,00   | -     |
|                         | Outros                         | 123    | 0,78 / 100,00   |       |
| Votos Inválidos         | Votos Inválidos                | 353    | 2,23 / 100,00   | 1,40  |
| Total                   | Total                          | 15 850 | 100,00 / 100,00 |       |
| Eleitorado/Participação | Eleitorado/Participação        | 24 929 | 63,58 / 100,00  | 0,38  |

### Ourique
| Partido                 | Partido                        | Votos | %               | +/-   |
| ----------------------- | ------------------------------ | ----- | --------------- | ----- |
|                         | Partido Socialista             | 1 786 | 41,92 / 100,00  | 18,23 |
|                         | Partido Social Democrata       | 1 395 | 32,75 / 100,00  | 10,28 |
|                         | Coligação Democrática Unitária | 808   | 18,97 / 100,00  | 5,73  |
|                         | Partido Popular                | 87    | 2,04 / 100,00   | 0,44  |
|                         | PCTP/MRPP                      | 64    | 1,50 / 100,00   | 0,34  |
|                         | Outros                         | 44    | 1,03 / 100,00   |       |
| Votos Inválidos         | Votos Inválidos                | 76    | 1,78 / 100,00   | 0,50  |
| Total                   | Total                          | 4 260 | 100,00 / 100,00 |       |
| Eleitorado/Participação | Eleitorado/Participação        | 6 393 | 66,64 / 100,00  | 5,70  |

### Serpa
| Partido                 | Partido                        | Votos  | %               | +/-   |
| ----------------------- | ------------------------------ | ------ | --------------- | ----- |
|                         | Coligação Democrática Unitária | 4 049  | 40,03 / 100,00  | 2,05  |
|                         | Partido Socialista             | 3 736  | 36,93 / 100,00  | 11,59 |
|                         | Partido Social Democrata       | 1 581  | 15,63 / 100,00  | 11,58 |
|                         | Partido Popular                | 340    | 3,36 / 100,00   | 1,04  |
|                         | PCTP/MRPP                      | 155    | 1,53 / 100,00   | 0,08  |
|                         | Outros                         | 117    | 1,16 / 100,00   |       |
| Votos Inválidos         | Votos Inválidos                | 138    | 1,36 / 100,00   | 0,79  |
| Total                   | Total                          | 10 116 | 100,00 / 100,00 |       |
| Eleitorado/Participação | Eleitorado/Participação        | 16 671 | 60,68 / 100,00  | 1,19  |

### Vidigueira
| Partido                 | Partido                        | Votos | %               | +/-   |
| ----------------------- | ------------------------------ | ----- | --------------- | ----- |
|                         | Partido Socialista             | 1 605 | 43,12 / 100,00  | 15,44 |
|                         | Coligação Democrática Unitária | 1 098 | 29,50 / 100,00  | 1,66  |
|                         | Partido Social Democrata       | 623   | 16,74 / 100,00  | 13,16 |
|                         | Partido Popular                | 141   | 3,79 / 100,00   | 0,96  |
|                         | PCTP/MRPP                      | 115   | 3,09 / 100,00   | 0,47  |
|                         | União Democrática Popular      | 43    | 1,16 / 100,00   | -     |
|                         | Outros                         | 24    | 0,64 / 100,00   |       |
| Votos Inválidos         | Votos Inválidos                | 73    | 1,96 / 100,00   | 1,28  |
| Total                   | Total                          | 3 722 | 100,00 / 100,00 |       |
| Eleitorado/Participação | Eleitorado/Participação        | 5 683 | 65,49 / 100,00  | 0,38  |